# イーゴリ・ロドニアンスキー
イーゴリ・ロドニアンスキー（Игорь Роднианский; Rodnianski, Igor Y., 1972年4月28日 - ）は、ウクライナ・ソビエト社会主義共和国・キエフ (現：ウクライナ・キーウ)出身のアメリカ合衆国の数学者。

## 来歴
2000年、マサチューセッツ工科大学（MIT）助教授。2003年、同准教授に昇進。2005年、プリンストン大学のS.Klainermanと歴史的アインシュタイン不等式を完全解決した。同年、アインシュタイン行列の理論を、プリンストン大学に提出。教授昇進の判定を受けた。
その後、2011年にMIT教授となるまで、報文57報。同年フェルマー賞受賞。2023年ボッチャー記念賞、クレイ研究賞受賞。